# Kisielew
Kisielew (prononciation : [kiˈɕɛlɛf]) est un village polonais de la gmina de Platerów dans le powiat de Łosice de la voïvodie de Mazovie dans le centre-est de la Pologne.
Il se situe à environ 3 kilomètres au nord-ouest de Platerów (siège de la gmina), 13 kilomètres au nord-est de Łosice (siège du powiat) et à 124 kilomètres à l'est de Varsovie (capitale de la Pologne).
Le village possède une population de 445 habitants en 2010.

## Histoire
De 1975 à 1998, le village appartenait administrativement à la voïvodie de Biała Podlaska.